# Tha Carter V
Tha Carter V — двенадцатый студийный альбом американского рэпера Лил Уэйна, выпущенный 28 сентября 2018 года на лейблах Young Money Entertainment, Republic Records и Universal Music Group. Пластинка стала продолжением серии альбомов «Tha Carter» и вышла спустя более чем четыре года задержек, связанных с юридическими спорами между Лил Уэйном и Birdman (Cash Money Records).

### История создания
Работа над альбомом началась ещё в 2012 году. Первоначально релиз был запланирован на 2014 год, однако из-за конфликта между Лил Уэйном и Birdman, связанного с условиями контракта и правами на музыку, проект неоднократно откладывался. В 2018 году стороны достигли соглашения, после чего альбом был завершён и выпущен.

### Музыкальный стиль и тематика
Tha Carter V сочетает элементы хип-хопа, трэпа и R&B, включая как клубные треки, так и личные, исповедальные композиции. Лирически альбом затрагивает темы успеха, трудностей в индустрии, личных переживаний и семейных отношений. В записи альбома приняли участие многочисленные приглашённые артисты, включая XXXTentacion, Travis Scott, Kendrick Lamar, Nicki Minaj и других.

### Продвижение и синглы
В преддверии релиза были выпущены несколько синглов, включая «Uproar», «Mona Lisa» (feat. Kendrick Lamar) и «Don’t Cry» (feat. XXXTentacion). Композиция Uproar стала вирусным хитом благодаря челленджу в соцсетях.

### Критика
Альбом получил в целом положительные отзывы от музыкальных критиков. Отмечались разнообразие звучания, энергетика Лил Уэйна и сильные фиты, хотя некоторые рецензенты указывали на избыточную длину (23 трека). На сайте Metacritic пластинка имеет средний балл 72 из 100.

### Коммерческий успех
Tha Carter V дебютировал на первом месте чарта Billboard 200, разойдясь тиражом более 480 тысяч эквивалентных копий за первую неделю, включая 140 тысяч в виде чистых продаж. Альбом стал четвёртым релизом Лил Уэйна, возглавившим чарт.

### Список композиций (основной релиз)
1. I Love You Dwayne
2. Don’t Cry (feat. XXXTentacion)
3. Dedicate
4. Uproar (feat. Swizz Beatz)
5. Let It Fly (feat. Travis Scott)
6. Can’t Be Broken
7. Dark Side of the Moon (feat. Nicki Minaj)
8. Mona Lisa (feat. Kendrick Lamar) … (полный список в оригинальном релизе включает 23 трека)